# Dlingo (Dlingo)
Dlingo is een bestuurslaag in het regentschap Bantul van de provincie Jogjakarta, Indonesië. Dlingo telt 5301 inwoners (volkstelling 2010).